# Cristina Ranzolin
Cristina Borges Ranzolin Falcão, más conocida como Cristina Ranzolin (Porto Alegre, 28 de octubre de 1966), es una periodista y presentadora de televisión brasileña.

## Historia
Es hija de Armindo Antônio Ranzolin, un de los grandes nombres del radio deportivo. Tiene un hermano, el abogado Ricardo Ranzolin.
Cristina empezó su carrera en 1986, en RBS TV (emisora afiliada de TV Globo en el estado brasileño del Río Grande del Sur), como reportera deportiva, pues era la única vaga disponible en la ocasión.
En medios de 1988, Cristina presentó el programa Campo & Lavoura (del portugués: Campo y Cultivo), que hoy es un suplemento de Galpão Crioulo, programa de televisión sobre tradiciones gauchas. En 1993, se mudó a Río de Janeiro, por donde allá, trabajó por tres años y medio en TV Globo, donde, junto a William Bonner, presentó Jornal Hoje entre 1993 y 1996. Presentó también Jornal da Globo por 15 días, sustituyendo a Fátima Bernardes, antes de la llegada de Lillian Witte Fibe. También fue conductora ocasional de RJTV, noticiero local de Rede Globo en Río de Janeiro, entre 1993 y 1995.
En 1996, Cristina volvió para Río Grande del Sur y para RBS TV, para conducir Jornal do Almoço, con los también periodistas Rosane Marchetti, Paulo Sant'Ana y Lasier Martins, siendo que después de Rosane salir el noviembre de 2010, empezó a ser la conductora única del noticiero.
El julio de 2019, Cristina fue elegida por William Bonner para conducir Jornal Nacional, integrando una rotación de 27 conductores de estaciones propias y afiliadas de TV Globo de todo Brasil, en una acción alusiva a los 50 años del principal noticiero del país. Inauguró la rotación el 31 de agosto de 2019, junto a Márcio Bonfim, de TV Globo Pernambuco, emisora propia de TV Globo basada en Recife, capital de dicho estado, en noreste de Brasil. En 2020, pasó a integrar la rotación fija del noticiero. Sin embargo, debido a la pandemia del Coronavirus, la rotación fue cancelada temporalmente, y con eso, TV Globo optó por seleccionar solo profesionales que viven en Río de Janeiro para presentar el Jornal Nacional, medida sanitaria que se encuentra actualmente vigente.

## Premios y nominaciones
| Año  | Premiación                | Categoría                  | Resultado | Ref.  |
| 2023 | Melhores do Ano NaTelinha | Mejor Presentador(a) Local | Nominada  | [ 6 ] |

## Vida personal
Desde el final de 2003, Cristina está casada con el exfutbolista Paulo Roberto Falcão, con quien tiene una hija, la actriz Antônia Ranzolin Falcão, nacida en el año siguiente (2004).